# Get Some
Get Some — дебютный студийный альбом американской ню-метал-группы Snot. Был выпущен в 1997 году. Это единственный альбом группы, в записи которого принимал участие вокалист Линн Стрейт, который погиб в автомобильной аварии в декабре 1998 года.

## Выпуск и критика
Альбом был выпущен 27 мая 1997 года, ровно через два года после сформирования Snot 27 мая 1995 года. Гитарист Сонни Мэйо позже вспоминал, что у собаки, изображенной на обложке, также был выводок щенков в день выхода альбома.
Австралийское издание Tone Deaf в 2015 году сообщило, что «когда Snot выпустили свой дебютный альбом Get Some в 1997 году, он был объявлен одним из самых мелодичных и насыщенных грувом жертвоприношений ню-метал-сцены. Полный массивных панк-риффов и убийственных тяжёлых фанковых грувов, альбом сразу же получил одобрение критиков и принёс группе легион фанатов, в процессе помогая разжечь огонь основания нового музыкального движения, которое должно было охватить весь мир».
В 2022 году Revolver включил Get Some в список «5 одноальбомных чудес» и назвал музыку смесью «фанк-рока в стиле Red Hot Chili Peppers со стремительными хардкор-трэш-звуками и неистовым Bizkit-овским рэп-металом».

## Список композиций
1. «Snot» — 3:23
2. «Stoopid» — 3:53
3. «Joy Ride» — 2:26
4. «The Box» — 3:25
5. «Snooze Button» — 4:17
6. «313» — 2:25
7. «Get Some» — 4:56
8. «Deadfall» — 2:19
9. «I Jus' Lie» — 3:34
10. «Get Some O' Deez» — 0:58
11. «Unplugged» — 4:11
12. «Tecato» — 4:30
13. «Mr. Brett» (feat. Тео Коган) — 2:13
14. «Get Some Keez» — 2:46
15. «My Balls» — 2:58

## Участники записи
- Майк Долинг — гитара
- Джон Фанесток — бас-гитара
- Джейми Миллер — ударные
- Линн Стрейт — вокал
- Сонни Майо — гитара
- T-Ray — продюсер
- Дэйв Фортман — гитара («Deadfall»)
- Гленн Нельсон — банджо («Deadfall»)